# أبواب قصبة الجزائر

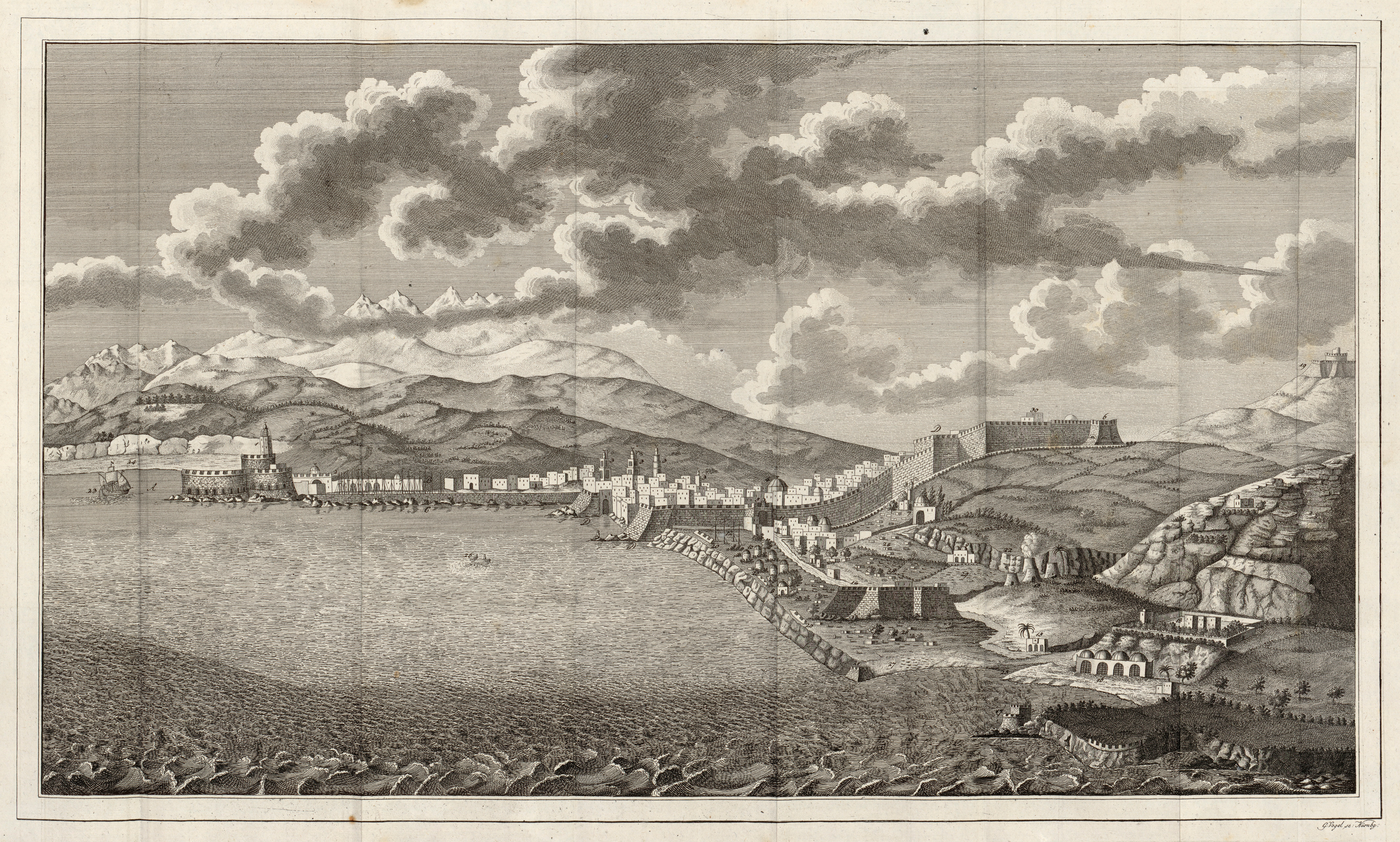
الجزائر العاصمة سنة 1798-1800م

أهم المعالم التي ميزت أثار قصبة مدينة الجزائر هي تلك الأبواب العديدة التي ارتبطت بمداخلها والتي بنيت إبان العهد العثماني حيث يحمل كل باب فيها اسم وقصة خاصة بنشأته التاريخية فيما ساد الاختلاف حول عدد هذه الأبواب فهناك من يقول أنها خمسة فقط فيما ذهب البعض الآخر إلى أن عددها أكثر من ذلك ليستقر عند العدد سبعة.

## عدد الأبواب
حملت الجزائر على مر العصور أسماء وثقافات واحتضنت شعوب وحضارات توالت عليها بانتظام فقد كانت هذه المدينة تُدعى إكوزيوم (جزيرة النورس) في زمن الإمبراطورية الرومانية وكانت قبلها تسمى نوميديا وكان ذلك حوالي (202 قبل الميلاد - 46 قبل الميلاد)، حيث كانت هي المقر لمملكة شمال أفريقيا قديمة للنوميديين ومن مُسمّياتها أيضا البهجة، الجزائر البيضاء والمحروسة، ويعود هذا الاسم الأخير نسبة إلى أبوابها التي كانت تحمي المدينة من أي خطر أجنبي.
اختلف آراء المؤرخين حول العدد الصحيح لهذه الأبواب خاصة وأنها تعرضت جلها للهدم فبعد دخول المستعمر الذي استغلا مناطق البعض منها في توسعاته الحضارية نجد أن بعضها الآخر نال منه حاجز الزمن الذي أخفى قصصها عن الأجيال المتعاقبة ومن أبرز القائلين بعددها نجد رقمين ثابتين لا ثالث لهما فهناك من يقول خمسة أبواب فقط وهناك من يقول سبعة.
و حسب السيد كريم عكاك، المعروف في الوسط الثقافي والتراثي باسم شيخ المحروسة وهو شخصية متخصصة في دراسة التراث العاصمي يقول أن عدد الأبواب سبعة وليس خمسة وهي كما يلي:
1. باب الوادي.
2. باب الدزيرة.
3. باب البحر.
4. باب عزون.
5. باب الجديد.
6. باب سيدي رمضان.
7. باب السبوعة.

## أسباب التسمية
- باب سيدي رمضان: وهو أقدم باب تعود تسمية هذا الصرح الديني سيدي رمضان إلى اسم أحد جنود الجيش الإسلامي الذي قدم إلى شمال إفريقيا ضمن حملة الفتوحات الإسلامية التي قادها الفاتح الإسلامي عقبة بن نافع حيث استقر هذا الجندي بعد ذلك بالجزائر العاصمة، وبعد وفاته تم دفنه في إحدى أركان هذا المسجد، ومنه أخذ هذا الصرح الديني تسميته الحالية.

وتأتي رواية أخرى عن أصل «سيدي رمضان» أنه ولي صالح تعود أصوله إلى أحد عروش مدينة الزيبان ببسكرة.
وقد ذكر الشيخ عبد الرحمن الجيلالي في كتابه تاريخ الجزائر العام هذا الاسم لكن ليس بلفظ «سيدي رمضان» ولكن بلفظ «القائد رمضان» وترجم له قائلا:
«أصل «القائد رمضان» من جزيرة سردينيا وقع أسيرا بيد تاجر تركي فهذبه وعلمه، ونظرا لذكائه وحميد خصاله ترقى في مناصب الإدارة إلى أن ولي رئاسة حكومة الجزائر سنة 981هـ/1574 م، فكان عهد ولايته عهد سعادة وازدهار» 
كما ذكر «ابن المفتي» هذا الاسم أثناء حديثه عن الجلسات القضائية التي كانت تعقد في المسجد وأهم الشخصيات التي كانت تحضر هذه الجلسات، حيث يقول:
«وكانت المسائل الهامة على العموم تنظر يوم الخميس، وفي ذلك اليوم يجتمع العلماء، وهم القاضيان والمفتيان للحنفية والمالكية، وفي البدء كان يساعدهم عدد من ذوي المَحْتَد أي أعيان وأشراف البلد، أمثال سيدي رمضان وبعده ابنه سيدي المهدي وبعده ابنه سيدي محمد شريف» 
- باب الوادي: سمي بهذا الاسم لكونه يطل عن واد يصب بالبحر حيث يفتح هذا الباب على مستوى الطريق المحاذي لجبل «بوزريعة»، وقد كان الباب يفتح ويغلق في حالة الخطر وهو موصول بجسر ينتهي عند مصب الوادي في البحر.
- باب الدزيرة: هو عبارة عن باب حديدي ضخم أطلق عليه قديمًا «باب الجزيرة» وهو باب يسهل دخول البحارة من عرض البحر وكان مخصصًا لهم في القرن الثامن عشر، كما كانت تقع بجانبه عدة ثكنات عسكرية للجيوش الانكشارية المنتشرة بكثرة في المدينة آنذاك.
- باب البحر: ويسمى أيضًا بالعامية «باب الديوانة» أي باب الجمارك، حيث خصص للتجارة البحرية ولقد علقت بهذا الباب خمسة أجراس كان الصيادون يدقون فيها عشر مرات تعبيرًا عن فرحهم لوفرة الصيد وما يجود به البحر من منتوج كما أطلق عليه القراصنة قديمة تسمية باب الجهاد لأنه كان باب خروجهم بحرا نحو الجهاد.
- باب عزون: سمي كذلك نسبة إلى أحد الثوار من أهالي منطقة «القصبة» والذي ثار ضد الحاكم العثماني في السنة 1820، حيث قام «عزون» بمحاصرة المدينة بجيشه ولكنه في الأخير قتل من طرف الأتراك أمام مكان أصبح يطلق عليه اليوم «باب عزون»، إلا أنه اليوم بقي مفتوحًا على مختلف محلات القماش والملابس التقليدية.
- باب الجديد: وهو الباب الذي أنجز تسهيلًا لسكان المناطق الغربية للعاصمة ليدخلوها دون عناء وسمي بالباب الجديد آنذاك وبقي يحمل التسمية نفسها ليومنا هذا هو آخر باب شيد وأول باب دخله المستعمر الفرنسي سنة 1830 والذي أطلق عليه المستعمر في ذلك الوقت أي Boulevard de la victoire شارع النصر.
- باب السبوعة: أو (باب الأسُود) هو باب منفصل يقع داخل الجزر في وسط البحر ليس هناك مصادر رسمية عن سبب تسميته بهذا الاسم ليبقى مجهولا.

## شكل الأبواب
أما شكلها فقد كانت كبيرة مرصعة بالحديد ومبنية بالخشب تحتوي بعضها على سلاسل جذب لتحكم في سحبها يقول الباحث في تاريخ الجزائر الدكتور عبد الله سعدي إن «أبواب الجزائر القديمة كانت مصنوعة من الخشب وكبيرة الحجم، تفتح وتغلق بتوقيت محدد بداية من طلوع الشمس وتغلق مع غروب الشمس».
و كانت هذه الأبواب مربوطة بمختلف أحياء العاصمة الجزائرية العتيقة التي كانت عبارة عن أحياء قديمة وأزقة ضيقة، محروسة من حراس يسمون حراس «بني مزغنة» أي حراس الجزائر في ذلك الوقت الذي كانت تحت عرش بني مزغنة كما لا يدخلها الغرباء وكانت قبيلة مزغنة المتفرعة عن صنهاجة التي كانت تحتل المناطق البحرية الممتدة من القبائل الكبرى إلى مصب نهر الشلف في الغرب الجزائري وتطور العمران شيئا فشيئا بمدينة أيكوزيوم التي أصبحت بعد إستيطان قبيلة مزغنة بها تدعى «جزائر بني مزغنة».وتطورت التسمية بعد ذلك إلى أن أصبحت تدعى «الجزائر».

## تاريخ بناء الأبواب
نظرا لتواكب الحملات العسكرية على مدينة الجزائر من قبل السفن الاسبانية استدعي حسن باشا بن خير الدين بربروس لحكم الجزائر وردع الهجمات الاسبانية وبعد نجاحه في ذلك قرر التفرغ لإعادة تشيد هذه المدينة وبناء حصون لها فبنى بها برج مولاي حسن الذي أصبح يحمل بعد ذلك اسم حصن الإمبراطور وهي تسمية فرنسية بدعوى أن شارلكان كان قد شرع في بناء ذلك الحصن وبعد بناء ذلك البرج تفرغ لتجميل مدينة الجزائر وبناء المرافق الضرورية وأحاطها بالأسوار التي تخللتها الأبواب السبع.

## موقع الأبواب السبعة

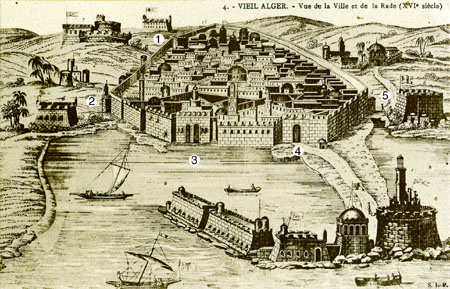
رسمة لمدينة الجزائر من القرن السادس عشر توضح الأبواب الخمسة: 1) باب الجديد، 2) باب عزون، 3) باب البحر، 4) باب الدزيرة، 5) باب الواد

تحيط الأبواب بكل مساحة المدينة والتي كانت جلها من القصبة اليوم حيث كانت تربط هذه الأبواب أسوار عملاقة الغرض منها توفير الأمان للرعية في الداخل وتقع أماكن هذه الأبواب حسب الروايات الشائعة:
- باب الوادي: يقع غرب المدينة بمحاذات الوادي الذي كان هناك في ذلك الزمن.
- باب الدزيرة: يقع في الجهة الشمالية الشرقية المقابلة للبحر.
- باب البحر: يطل مباشرة على ميناء المحروسة من الشمال.
- باب عزون: يتواجد مكان هذا الباب بالجهة الشرقية الداخلية.
- باب الجديد: يقع في الجهة العليا للمدينة أي في ظهر المحروسة.
- باب سيدي رمضان: يقع هذا الباب في ظهر المدينة من الجهة العليا الشرقية.
- باب السبوعة: يتواجد هذا الباب المنفصل وسط جزر المدينة داخل البحر.